# Aeschynomene deightonii
Aeschynomene deightonii är en ärtväxtart som beskrevs av Frank Nigel Hepper. Aeschynomene deightonii ingår i släktet Aeschynomene och familjen ärtväxter. Inga underarter finns listade i Catalogue of Life.